# Auguste Chais
Auguste Chais est un homme politique français né le 26 octobre 1793 à Riez (Alpes-de-Haute-Provence) et décédé le 20 novembre 1870 à Riez.

## Biographie
Substitut à Digne-les-Bains en 1818, procureur à Tarbes en 1824, avocat général à Grenoble en 1827, puis à Lyon en 1829, il est procureur général à Alger en 1838 et à Bastia en 1840. Il est nommé président de chambre à Montpellier en 1842. Conseiller général, il est député des Basses-Alpes de 1848 à 1849, siégeant à droite.